# Альберт, Эдди
Эдди Альберт (англ. Eddie Albert, урожд. Эдвард Альберт Хаймбергер; 22 апреля 1906, Рок-Айленд, Иллинойс — 24 мая 2005, Лос-Анджелес, Калифорния) — американский актёр, известен, в основном, по американским сериалам и ролям второго плана.

## Биография
Эдди Альберт родился в семье эмигрантов из Германии. В возрасте одного года он переехал с родителями в Миннеаполис, Миннесота. Во время Первой мировой войны его фамилия, Хаймбергер, доставляла ему неприятности в школе, его обзывали врагом. В шесть лет он уже работал разносчиком газет, а в 14 записался в школьный театральный кружок. Вместе с ним в кружке занималась его одноклассница Харриетт Лейк, в будущем актриса Энн Сотерн. После окончания школы в 1924 году он начал изучение экономики в университете штата Миннесота. Но после биржевого краха 1929 года рабочих мест по специальности не было, так что Эдди перебивался случайными заработками: пел в ночных клубах, работал цирковым артистом и страховым агентом.
В 1933 году он перебрался в Нью-Йорк, где работал соведущим популярного радиошоу «Молодожены Грейс и Эдди», шедшего в течение трёх лет. В 1930-е годы Эдди Альберт участвовал в театральных постановках на Бродвее. Он исполнял главные роли в мюзиклах «Обслуживание номеров» («Room service») (1937—1938) и «Парни из Сиракуз» («The Boys from Syracuse») (1938—1939).
В 1936 году Альберт также стал одним из первых телевизионных актёров, которые появились вживую в рекламе нью-йоркских радиостанций в первых телевизионных трансляциях компании RCA. Тогда же Эдди получил от компании «Warner Brothers» контракт на работу в фильмах.
В 1938 году он дебютировал в роли кадета Бинга в полнометражном фильме, голливудской версии «Братец Крыса», вместе с Рональдом Рейганом и Джейн Уайман. Однако в 1941 году владелец «Warner Brothers», Джек Уорнер, досрочно разорвал контракт с актёром из-за любовной интрижки, случившейся у Альберта с его женой. Уорнер сначала изъял из картины уже отснятые кадры с ним, а потом ещё некоторое время удерживал Альберта обязательствами по контракту, чтобы помешать ему найти другую работу.
Во время Второй мировой войны Альберт служил в корпусе морской пехоты США. В сражении у атолла Тарава под шквальным пулемётным огнём противника он, рулевой десантного катера, спас 47 морских пехотинцев США, за мужество он был награждён Бронзовой звездой. В 1943 году он вышел в отставку в чине лейтенанта. Он также снялся в многочисленных документальных фильмах о Второй мировой войне.

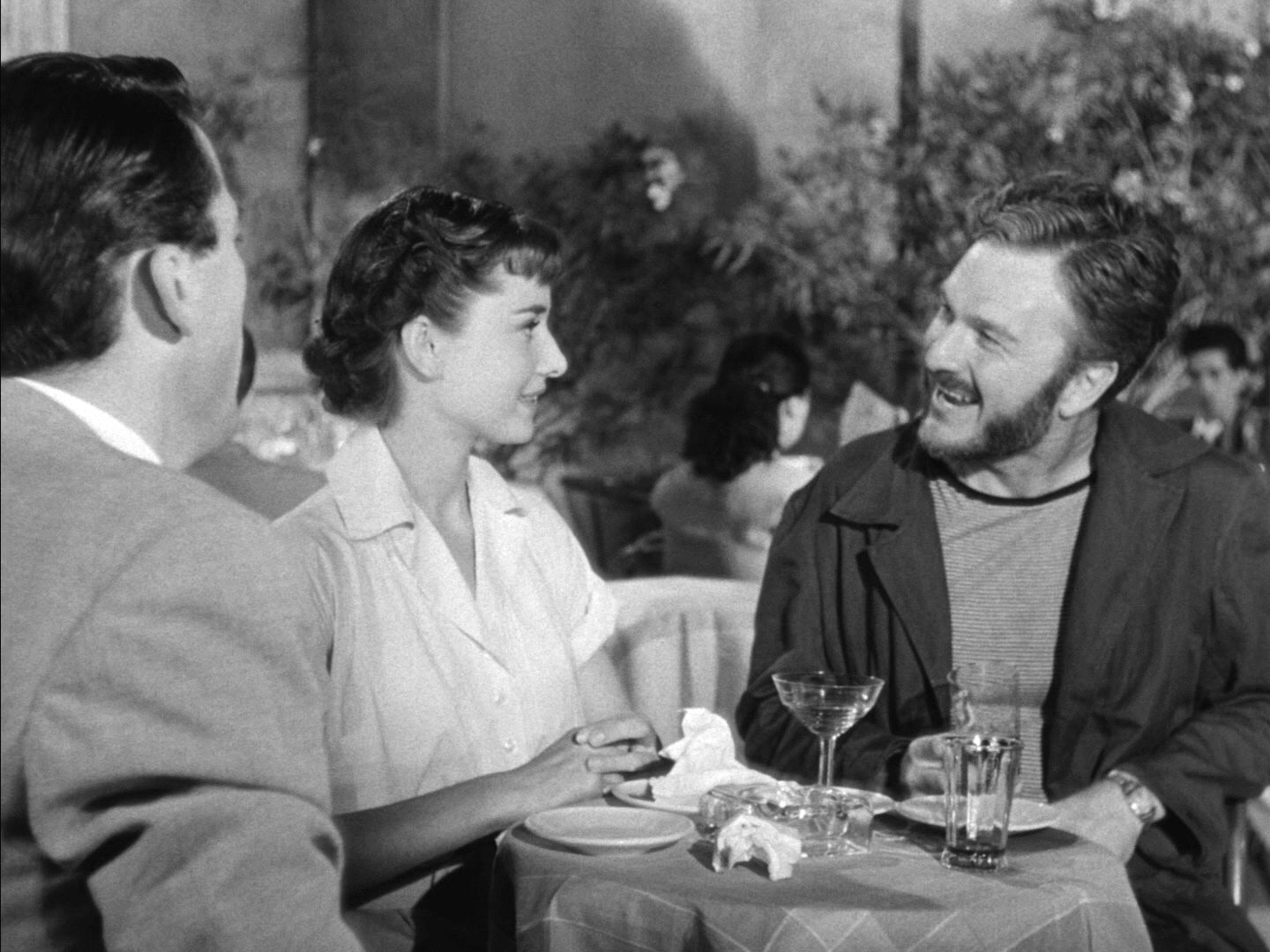
Эдди Альберт, Грегори Пек и Одри Хепбёрн в фильме «Римские каникулы»

## Творчество
За свою творческую карьеру, продолжавшуюся почти 70 лет, актёр снялся в 150 фильмах и появился в около 90 сериалах, среди которых «Зелёные просторы», «Правосудие Бёрка», «Она написала убийство», «Коломбо», «Фэлкон Крест» «За гранью возможного», «Мистер Новак», «Деревенщина в Беверли-Хиллз», «Стальной час Соединённых Штатов», «Сыромятная плеть», «Шоу Дина Мартина», «Театр Рея Брэдбери», «Сумеречная зона» и многие другие. Он был дважды выдвинут на «Оскар» за лучшую роль второго плана — в 1954 году за роль фотографа в фильме «Римские каникулы», и в 1973 году за фильм «Разбивающий сердца».
В 1956 году Альберт выдвигался на премию «Золотой глобус» (фильм «Чайная церемония» за роль капитана МакЛеана), а в 1953 году на Премию BAFTA за лучшую мужскую роль за фильм «Римские каникулы».
Кроме того, в числе его лучших ролей — Бинг Эдвардс в фильме «Братец Крыса», Оливер Венделл Дуглас в популярной телевизионной комедии положений 60-х годов «Зелёные просторы», Али Хаким в музыкальном фильме «Оклахома» и Фрэнк МакБрайд в криминальной драме 70-х «Switch». Также он регулярно появлялся в роли Карлтона Тревиса в телесериале «Фэлкон Крест» с участием актрисы Джейн Уайман.
За вклад в развитие телевидения Эдди Альберт удостоен звезды № 6441 на голливудской «Аллее славы» (Голливудский бульвар)

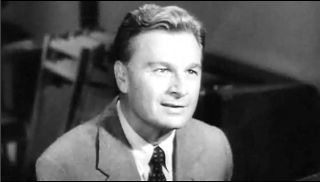
Эдди Альберт в фильме «Я буду плакать завтра»

## Общественная жизнь
Принимал активное участие в общественно-политической жизни страны. Долгое время возглавлял организацию «Бойскауты Америки», работал в Министерстве энергетики США, занимался проблемами экологии. Альберт поддержал Альберта Швейцера в документальном фильме о голодающих Африки и боролся с промышленным и сельскохозяйственным загрязнением окружающей среды, в частности ДДТ. Имел непосредственное отношение к учреждению Дня Земли и произнес речь на его открытии в 1970 году.

## Личная жизнь
В 1945 году Альберт женился на мексиканской актрисе Марго, совместно с которой он также записывал пластинки. Супруги прожили в браке 40 лет, вплоть до смерти Марго в 1985 году. Его сын, Эдвард Альберт (1951—2006) также был актёром. Приемная дочь Альберта, Мария, вела дела отца.

## Болезнь и смерть
В последние годы жизни страдал болезнью Альцгеймера. Несмотря на это, он вёл активный образ жизни: занимался греблей, плаванием, виноделием, пчеловодством, садоводством и много путешествовал. Эдди Альберт умер от пневмонии в возрасте 99 лет в своём доме в пригороде Лос-Анджелеса Пасифик-Палисейдс в 2005 году. Его прах покоится на Вествудском кладбище. Его сын, посвятивший всё своё время уходу за отцом, умер через полгода от рака.

## Избранная фильмография
| Год       |    | Русское название                       | Оригинальное название               | Роль                                |
| --------- | -- | -------------------------------------- | ----------------------------------- | ----------------------------------- |
| 1938      | ф  | Братец крыса                           | Brother Rat                         | Бинг Эдвардс                        |
| 1939      | ф  | На пуантах                             | On Your Toes                        | Фил Долан-младший                   |
| 1939      | ф  | Четыре жены                            | Four Wives                          | доктор Клинтон Форрест-младший      |
| 1940      | ф  | Братец крыса и ребёнок                 | Brother Rat and a Baby              | Бинг Эдвардс                        |
| 1940      | ф  | Любовь вернулась ко мне                | My Love Came Back                   | Дасти Роудс                         |
| 1940      | ф  | Почта от Рейтера                       | A Dispatch from Reuter’s            | Макс Вагнер                         |
| 1941      | ф  | Четыре матери                          | Four Mothers                        | Клинт Форрест                       |
| 1941      | ф  | Поезда проезжают ночью                 | The Wagons Roll at Night            | Мэтт Варни                          |
| 1941      | ф  | Воры терпят поражение                  | Thieves Fall Out                    | Эдди Барнс                          |
| 1941      | ф  | Берег в тумане                         | Out of the Fog                      | Джордж Уоткинс                      |
| 1943      | ф  | День леди                              | Ladies’ Day                         | Уэйки Уотерс                        |
| 1943      | ф  | Бомбардир                              | Bombardier                          | Том Хьюз                            |
| 1946      | ф  | Идеальный брак                         | The Perfect Marriage                | Гил Каммингс                        |
| 1947      | ф  | Катастрофа: История женщины            | Smash-Up: The Story of a Woman      | Стив Нельсон                        |
| 1947      | ф  | С незапамятных времён                  | Time Out of Mind                    | Джейк Баллард                       |
| 1947      | ф  | Непобеждённый                          | Unconquered                         | зазывала                            |
| 1948      | ф  | Ты останешься счастливой               | You Gotta Stay Happy                | Буллетс Бейкер                      |
| 1948      | ф  | Каждая девушка должна выйти замуж      | Every Girl Should Be Married        | Гарри Проктор / Старик Джо          |
| 1951      | ф  | Теперь ты на флоте                     | You’re in the Navy Now              | лейтенант Билл Баррон               |
| 1951      | ф  | Встреть меня после шоу                 | Meet Me After the Show              | Крис Лидс                           |
| 1952      | ф  | Актёры и грех                          | Actors and Sin                      | Орландо Хиггенс                     |
| 1952      | ф  | Сестра Керри                           | Carrie                              | Черльз Друэ                         |
| 1953      | ф  | Римские каникулы                       | Roman Holiday                       | Ирвин Радович                       |
| 1955      | ф  | Оклахома!                              | Oklahoma!                           | Али Хаким                           |
| 1955      | ф  | Я буду плакать завтра                  | I’ll Cry Tomorrow                   | Берт Макгир                         |
| 1956      | ф  | Атака                                  | Attack                              | капитан Эрскин Куни                 |
| 1956      | ф  | Чайная церемония                       | The Teahouse of the August Moon     | капитан Маклин                      |
| 1957      | ф  | И восходит солнце                      | The Sun Also Rises                  | Билл Гортон                         |
| 1958      | ф  | Джокер                                 | The Joker Is Wild                   | Остин Мак                           |
| 1958      | ф  | Приказы убивать                        | Orders to Kill                      | майор Макмэхон                      |
| 1958      | ф  | Контрабандисты оружия                  | The Gun Runners                     | Ханаган                             |
| 1958      | ф  | Корни неба                             | The Roots of Heaven                 | Эйб Филдс                           |
| 1959      | ф  | Возлюбленный язычник                   | Beloved Infidel                     | Боб Картер                          |
| 1961      | ф  | Мэдисон-авеню                          | Madison Avenue                      | Харви Холт Эймс                     |
| 1961      | ф  | Молодые доктора                        | The Young Doctors                   | доктор Чарльз Дорнбергер            |
| 1962      | ф  | Самый длинный день                     | The Longest Day                     | полковник Томпсон                   |
| 1962      | ф  | У кого есть действие?                  | Who’s Got the Action?               | Клинт Морган                        |
| 1963      | ф  | Чудесное спасение белых скакунов       | Miracle of the White Stallions      | наездник Отто                       |
| 1963      | ф  | Капитан Ньюмен, доктор медицины        | Captain Newman, M. D.               | полковник Норвал Олгейт Блисс       |
| 1964      | с  | За гранью возможного                   | The Outer Limits                    | Энди Торн                           |
| 1965—1971 | с  | Зелёные просторы                       | Green Acres                         | Оливер Уэнделл Дуглас               |
| 1966      | ф  | 7 женщин                               | 7 Women                             | Чарльз Петер                        |
| 1971      | с  | Коломбо                                | Columbo                             | генерал-майор Мартин Джей Холлистер |
| 1972      | мф | Лоракс                                 | The Heartbreak Kid                  | рассказчик                          |
| 1972      | ф  | Разбивающий сердца                     | The Lorax                           | мистер Коркоран                     |
| 1974      | ф  | Маккью                                 | McQ                                 | Эд Костерман                        |
| 1974      | ф  | Добыча                                 | The Take                            | шеф Берриган                        |
| 1974      | ф  | Самый длинный ярд                      | The Longest Yard                    | Уорден Хейзен                       |
| 1975      | ф  | Побег на Ведьмину гору                 | Escape to Witch Mountain            | Джейсон                             |
| 1975      | ф  | Адский дождь                           | The Devil’s Rain                    | докор Сэм Ричардс                   |
| 1975      | ф  | Дуновения                              | Whiffs                              | полковник Локиер                    |
| 1975      | ф  | Грязное дело                           | Hustle                              | Лео Селлерс                         |
| 1976      | ф  | Насилие в движении                     | Moving Violation                    | Алекс Уоррен                        |
| 1979      | ф  | Аэропорт-79: «Конкорд»                 | The Concorde… Airport '79           | Илай Сэндс                          |
| 1980      | ф  | Как победить дороговизну жизни         | How to Beat the High Co$t of Living | Макс                                |
| 1980      | ф  | Кровавая граница                       | The Border                          | Моффат                              |
| 1981      | ф  | Возьми эту работу и засунь её подальше | Take This Job and Shove It          | Сэмюел Эллисон                      |
| 1981      | с  | Каскадёры                              | The Fall Guy                        | Джон Креймер                        |
| 1981      | ф  | Ожидание «Голиафа»                     | Goliath Awaits                      | адмирал Уайли Слоан                 |
| 1982      | ф  | Да, Джорджо                            | Yes, Giorgio                        | Генри Поллак                        |
| 1984      | ф  | Бегство от сна                         | Dreamscape                          | президент                           |
| 1985      | ф  | Швы                                    | Stitches                            | Дин Брэдли                          |
| 1985      | с  | Отель                                  | Hotel                               | Макдональд «Мак» Эриксон            |
| 1985      | ф  | Контора                                | Head Office                         | Пит Хелмс                           |
| 1987      | ф  | Оборот                                 | Turnaround                          | Тео                                 |
| 1987      | с  | Фэлкон Крест                           | Falcon Crest                        | Карлтон Трэвис                      |
| 1988      | с  | Она написала убийство                  | Murder, She Wrote                   | Джексон Лейн                        |
| 1988      | с  | Сумеречная зона                        | The Twilight Zone                   | Роджер Лидс                         |
| 1989      | ф  | Большая картина                        | The Big Picture                     | Эм Си                               |
| 1989      | с  | Тридцать-с-чем-то                      | Thirtysomething                     | Чарли Уэстон                        |
| 1989      | ф  | Бренда Старр                           | Brenda Starr                        | шеф полиции Мелони                  |
| 1990      | тф | Возвращение в Зелёные просторы         | Return to Green Acres               | Оливер Уэнделл Дуглас               |
| 1993      | с  | Главный госпиталь                      | General Hospital                    | Джек Боланд                         |